# L'home màquina
L'home màquina és una obra del metge i filòsof Julien Offray de La Mettrie (1709 - 1751), publicada el 1748 a Leiden.
Inspirat pel concepte d'"animal-màquina" formulat un segle abans per René Descartes en el seu Discurs del mètode, La Mettrie subscriu ací el mecanicisme, un moviment filosòfic que s'apropa als fenòmens físics seguint el model de la causalitat (determinisme) i més àmpliament una ètica radicalment materialista.
És amb aquest llibre que es va fer conegut en la història de la filosofia, tot i que només pel seu títol evocador.

## Un científic més que un filòsof

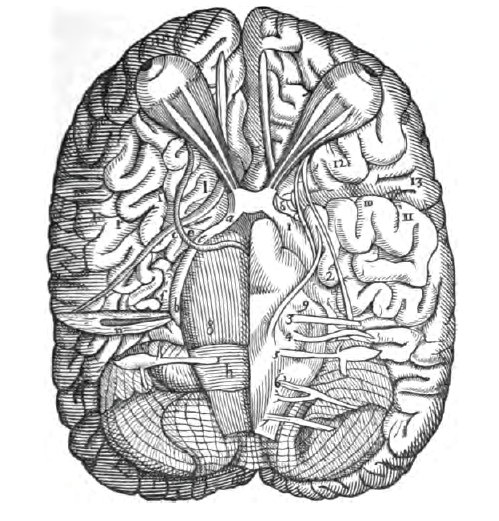
Dibuix anatòmic (1573) que descriu la morfologia del cervell

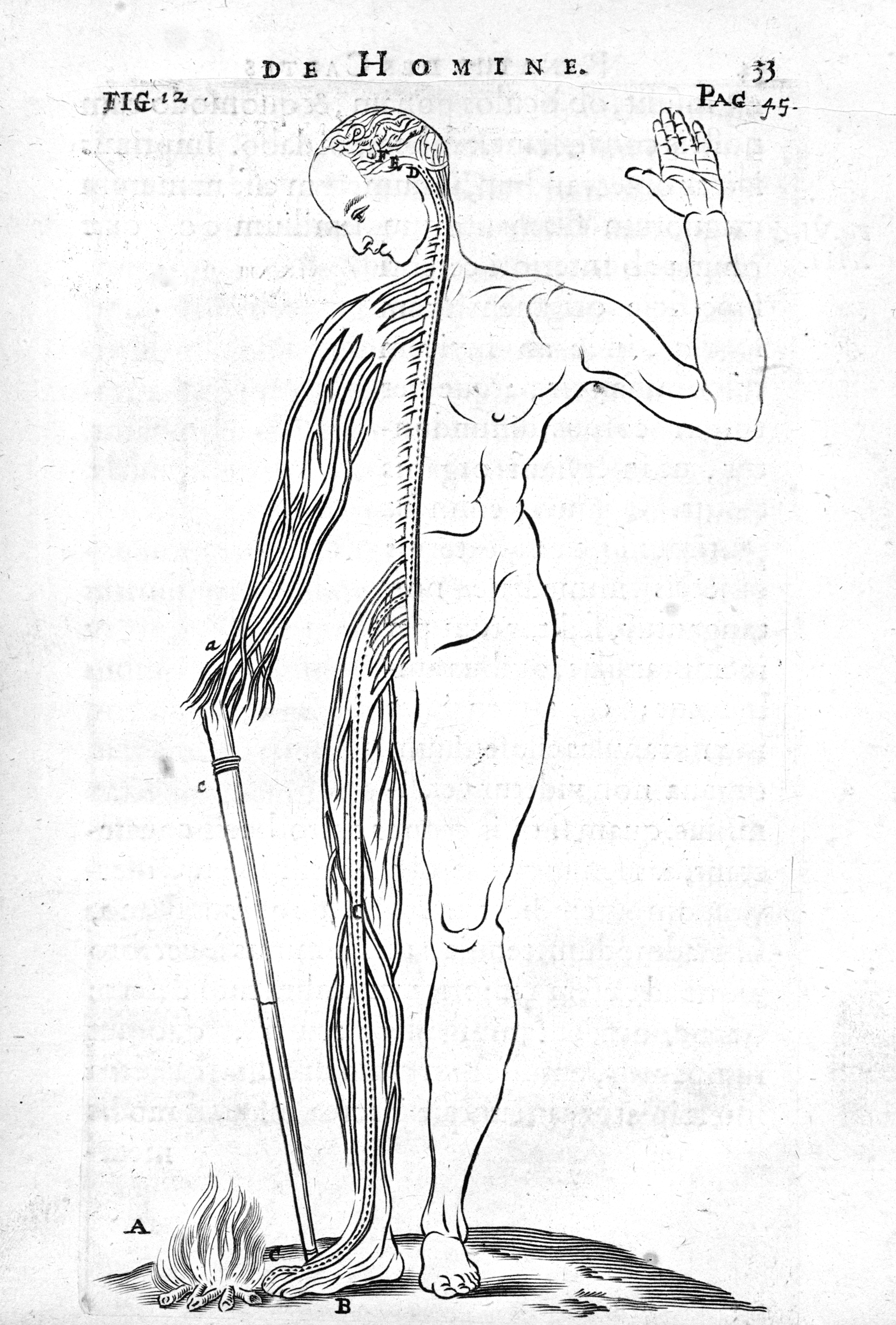
Dibuix anatòmic (1662) que representa el sistema nerviós

Per a Julien O. de La Mettrie, la recerca constitueix un material més valuós que els escrits de qualsevol filòsof, inclòs Descartes, que són massa especulatius al seu parer.

## Posicionament filosòfic

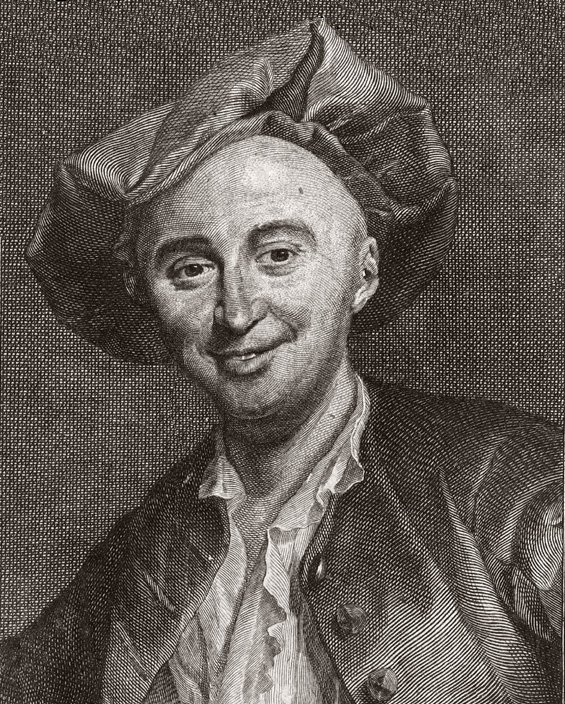
La Mettrie

### Una obra materialista
Partint dels seus coneixements en fisiologia, que els filòsofs no tenen, La Mettrie opina que, com en el passat, els filòsofs s'equivoquen quan parlen de l'ésser humà. Les especulacions teòriques no li interessen pas, només el mètode empíric li sembla legítim.
Tot i que s'inspira en Descartes com a iniciador del mecanicisme, des del 1745, La Mettrie rebutja "aquest sistema absurd (...) que els animals siguen màquines pures".
La Mettrie rebutja enèrgicament qualsevol forma de dualisme en favor del monisme. És a dir, rebutja qualsevol idea de Déu, fins i tot la dels panteistes, que veuen Déu en la natura, com Voltaire, anys més tard, hi buscaria el gran rellotger".

Les seues posicions són inequívocament materialistes:
| « | Qui sait si la raison de l'existence de l'homme ne serait pas dans son existence même ? Peut-être a-t-il été jeté au hasard sur la surface de la Terre […] semblable à ces champignons qui paraissent d'un jour à l'autre, ou à ces fleurs qui bordent les fossés et couvrent les murailles. (Qui sap si la raó de l'existència humana no està en la seua mateixa existència? Potser va ser llençat a l'atzar a la superfície de la Terra […] com aquests bolets que apareixen d'un dia per l'altre, o aquestes flors que voregen les sèquies i cobreixen les parets.). | » |

Segons ell, és un despropòsit que "imaginem o més aviat suposem una causa superior".
| « | Concluons donc hardiment que l'homme est une machine et qu'il n'y a dans tout l'Univers qu'une seule substance. Ce n'est point ici une hypothèse [...], l'ouvrage de préjugé ou de ma raison seule. […] mais […] le raisonnement le plus vigoureux […] à la suite d'une multitude d'observations physiques qu'aucun savant ne contestera. (Concloem, doncs, amb valentia que l'ésser humà és una màquina i que només hi ha una substància en tot l'univers. Això no és una hipòtesi [...], obra del prejudici o només de la meua raó. […] sinó […] el raonament més vigorós […] després d'un munt d'observacions físiques que cap científic contestarà.). | » |

### L'home màquina sobre l'estètica
En L'home màquina també s'explora la qüestió estètica barrejant-la amb la qüestió de la felicitat. Afirma que "la matèria només és vil per als ulls grossos que la malentenen." I això es contraposa a la visió idealista de l'estètica que considera la bellesa com necessàriament immaterial, sovint assimilada a una idea perfecta que la matèria sols imita. La visió estètica materialista també és llibertina ací, i s'enfronta al pensament ranci de les classes altes de l'època; La Mettrie afirma una estètica sense moral.

### Un materialisme moral
Si la seua estètica és immoral, La Mettrie no defensa pas un materialisme amoral. Hi diu: En acabant, el materialista convençut, tot i que la seua vanitat murmura que només és una màquina o un animal, no maltractarà els seus semblants; massa ben informat sobre la naturalesa d'aquestes accions, la inhumanitat de les quals sempre és proporcional al grau d'analogia provada; i no voler, en una paraula, seguir la llei natural donada a tots els animals, fer als altres allò que ell no voldria que li fessen." Si s'assembla a l'imperatiu categòric kantià ("Actueu només segons la màxima que us permeta voler alhora que esdevinga una llei universal."), aquest és un pensament més conseqüencialista. Considera que aquesta moral és bona per a l'individu com a individu en si mateix i no per a un bé idealitzat que motivaria les accions humanes fora de l'individu.

### Sobre el judici de la gent
En L'home màquina, La Mettrie no exclou el judici moral sobre els individus. Pinta el retrat del materialista coherent com a denunciant dels viciosos, "però sense odiar-los". Ací hi ha un judici moral que es distingeix del judici de valor. No jutja pas el valor intrínsec d'una persona sinó que lamenta que la natura l'haja feta així. Els afavorits per la Natura semblaran meréixer més consideració que els qui ha tractat com una madrastra.

## Posteritat
Des del segle xix, en la Història del materialisme, l'historiador alemany Friedrich-Albert Lange compara La Mettrie amb Copèrnic i Galileo: així com aquest darrer va desenvolupar una imatge del cosmos lliure de qualsevol influència religiosa, La Mettrie va tractar la qüestió de la consciència fora de qualsevol consideració metafísica.
Les teories de La Mettrie anticipen la investigació en ciències cognitives i neurobiologia de la fi del segle xx.
L'any 1983, en els seus respectius llibres, Le Cerveau Machine i L'Homme neuronal, el metge Marc Jeannerod i el neurobiòleg Jean-Pierre Changeux manifestaren el seu deute intel·lectual amb La Mettrie.
I el 2013, el filòsof Yves Charles Zarka pensa que el llibre no sols prefigura les tècniques d'interaccions persona-ordinador, que es van posar en marxa a finals del segle xx, sinó la teoria de l'ésser humà augmentat del transhumanisme.